# Marpissa zaitzevi
Marpissa zaitzevi là một loài nhện trong họ Salticidae.
Loài này thuộc chi Marpissa. Marpissa zaitzevi được Mcheidze miêu tả năm 1997.